# Tonga címere

Tonga címere

Tonga címere egy aranyszegélyű pajzs, a király zászlójának elemeivel. Mögötte két nemzeti zászlót helyeztek el, felette a királyi korona látható zöld színű babérkoszorúval övezve. Alul egy fehér szalagon az ország mottója olvasható: „Koe Otua Mo Tonga Ko Hoku Tofi’a” (Az Isten és Tonga az örökségem). 